# Массовые протесты в Турции (2025)
Массовые протесты в Турции (также Кастрюльная революция) начались 19 марта 2025 года, после ареста мэра Стамбула Экрема Имамоглу.

## Предыстория
19 марта 2025 года был задержан мэр Стамбула Экрем Имамоглу, который был обвинён в коррупции и помощи террористическим организациям (подозревается в связях с Рабочей Партии Курдистана). Затем задержали не более 100 человек.

## Хронология

### Март

#### 19—20 марта
Горожане вышли на протесты в поддержку Имамоглу.
Полиция Турции применила спецсредства против студентов и других протестующих.
Также полиция окружила мэрию Стамбула, перекрыла часть дорог и центральную площадь Таксим. В социальных сетях нарастает поддержка Имамоглу, многие осуждают действия Эрдогана. Задержали 37 граждан Турции в связи с поддержкой мэра Стамбула.
Сами протестующие окружили Стамбульский университет и отдел полиции, где содержится Имамоглу.
Сам Имамоглу, несмотря на свой арест, опубликовал пост в социальных сетях:
«Воля народа не может быть подавлена запугиванием или незаконными действиями. Я стою решительно, доверяя себя не только 16 миллионам жителей Стамбула, но и 86 миллионам граждан Турции и всем, кто поддерживает демократию и справедливость во всем мире. Я стою твердо в своей борьбе за основные права и свободы.»
Также начался допрос. Имамоглу назвали «главой террористической организации». В частности власти заявляли о том, что он намерен стать влиятельным политиком при будущем курдском государстве. Турецкие власти ограничили доступ к социальным сетям, также все любые виды собраний, демонстраций до 23 марта. Турецкая лира рухнула до минимума.
Министр внутренних дел Турции Али Ерликая заявил, то что поддержка Имамоглу в социальных сетях — это «подстрекательство к ненависти и к совершению преступления», и написал в социальной сети X следующее:
«В результате расследования установлены 261 подозреваемый, из которых 62 находятся за границей. Сотрудники департамента по борьбе с киберпреступностью и департамента безопасности Турции провели скоординированную операцию, в ходе которой задержаны 37 человек. Поиск остальных подозреваемых продолжается».
В X было заявлено, что на тему ареста Имамоглу и протестов было создано более 18,7 миллионов публикаций. Губернатор Стамбула запретил все собрания/демонстрации любых видов до 23 марта.

#### 21 марта
Мэр Анкары Мансур Яваш сделал заявление в поддержку Имамоглу:
«Мы не оставили эту страну без присмотра, мы никогда ее не покинем. Я с уважением приветствую наших граждан, которые приняли будущее этой страны и свою волю. Справедливость восторжествует, закон и демократия победят. Мы сделаем это вместе с вами.
Мы собрались здесь, как вся Турция. Мы здесь, чтобы защитить нашу конституцию. Мы здесь, чтобы сказать, что ничто не может быть выше национальной воли. Мы здесь сегодня, чтобы защитить права Экрема Имамоглу, чтобы гарантировать, что Исмаил Саймаз продолжит свою журналистскую деятельность и чтобы гарантировать, что права наших ататюркских помощников не будут нарушены.
Мы не боремся за места. Мы защитим нашу демократию нашими голосами. Настоящее правосудие возможно с независимой и беспристрастной судебной системой. Президентская система правления была опробована, и она не сработала. Мы никогда не будем безнадежны. Безнадежность означает поражение. Президент Экрем присоединится к нам. Поверьте мне, турецкая нация уже делала это раньше».
Он также присоединился к протестам.
Министр внутренних дел Али Ерликая сообщил, что 21 марта полиция арестовала за участие в митингах 343 человека.

#### 22 марта
Ерликая сообщил, что полиция задержала около 340 участников протеста в девяти городах Турции (Стамбул, Анкара, Измир, Адана, Анталья, Чанаккале, Эскишехир, Конья и Эдирне). На митингах полиция использует слезоточивый газ.

#### 23 марта
Вопреки запрету на демонстрации, протесты охватывают почти всю страну. Эрдоган назвал протесты «искусственными провокациями». Накануне по решению суда Имамоглу был арестован и призвал население выходить на протесты. Запрет на демонстрации был продлён до 25 марта. Вскоре он был временно отстранён от полномочий мэра Стамбула.

#### 24 марта
МВД Турции задержали более 1,1 тыс. человек, участвующих в протестах. Среди них есть лица, принадлежащие к 12 террористическим организациям. Запрет на проведение демонстраций был повторно продлён до 27 марта.
Власти Стамбула ограничили въезд и выезд из города в связи с продолжающимися протестами. Запрет распространяется на инд. лиц или группы, которые могут принять участие в протесте. Всего на протесты против нынешнего президента Турции вышло около 1 млн человек.

#### 25 марта
В ночь с 24 на 25 марта было задержано 43 человека за нападки в адрес президента Турции. Первый заместитель председателя комитета Совета Федерации Владимир Джабаров высказал мнение, что «протест в Турции был спонсирован другими странами».
С 19 по 25 марта полиция Турции задержала около 1,4 тыс. человек из-за участия в протестах.
Власти Анкары продлили запрет на демонстрации до 1 апреля (имеет силу в пределах города).

#### 26 марта
Суд в Стамбуле вынес решение о заключении под стражу семерых журналистов, задержанных во время протеста. Их обвинили в участии в несанкционированных протестах и неподчинении требованиям сотрудников полиции.
По словам высокопоставленного источника в администрации президента Турции, ситуация с протестами не затронула туристов. Жалоб от тур. агентств не поступало.
Оппозиция Турции прекращает протесты у мэрии Стамбула и переносит в парк Малтепе (являющийся самым большим парком в мире, по мнению турецких СМИ).
В Стамбуле был избран новый временный мэр — Нури Аслан. Он представляет Народно-республиканскую партию, которая считается оппозиционной.

#### 27 марта
Ерликая сообщил, что было задержано около 2 000 человек, из которых 1880 человек подозревают в связях с 12 террористическими организациями.
А также 260 человек были арестованы.
Глава МВД сообщил, что 150 сотрудников полиции получили ранения.
Утром протестующие студенты попытались провести митинг у ворот Ближневосточного технического университета для петиции в поддержку Имамоглу, но произошло столкновение с полицией.

#### 28 марта
Турецкие писатели выступили против президента Турции Эрдогана. Насчитывают более 300 человек. Причина этого случая считается «несправедливость» (по мнению писателей).
Партия Турции (которая на данный момент считается правящей) не обсуждают проведение досрочных выборов из-за призыва оппозиции. Лидер НРП Озгюр Озель заявил, что на запланированном митинге, который состоится 29 марта, будет выдвинуто требование о досрочных выборах президента Турции.

#### 29 марта
В парке Малтепе прошёл массовый протест оппозиции в поддержку Имамоглу с участием двух миллионов человек, что сделало его самым массовым протестом в турецкой истории. Кроме НРП, в нём участвовали 5 политических партий; из-за протеста в парке были приняты меры безопасности. Оппозиция собирала подписи за досрочные выборы президента Турции.

#### 30 марта
Полиция Турции опровергла заявление лидера НРП Озгюр Озель о участии двух млн человек. По данным ведомства, в митинге принимали участие около 150 тысяч. Оппозиция заявила о намерении собрать 28 миллионов подписей для выборов и освобождения Имамоглу.

#### 31 марта
Туристические агентства не рекомендуют туристам, в том числе из России, покупать авиабилеты в Турцию из-за угрозы тюремного заключения ввиду продолжающихся протестов.

### Апрель

#### 1 апреля
На протестах число задержанных достигло двух тысяч человек. В их числе — журналисты из разных стран, включая Юакима Медина, которому предъявили обвинения в «оскорблении президента» и «членстве в террористической организации». Кроме Стамбула, в 50 провинциях Турции из 81 проходят протесты в поддержку Имамоглу. Оппозиция призвала сторонников отказаться от покупок в магазинах в виде бойкота.

#### 2 апреля
Правительство Турции обвинило оппозицию в призывах к «экономическому» бойкоту. Министр торговли Омер Болат заявил, что оппозиция готовит попытку саботажа экономики.

#### 3 апреля
Полиция Турции задержала 11 человек, которые распространяли призывы об «экономическом» бойкоте.

#### 4 апреля
Генконсул РФ в Стамбуле Андрей Буравов сообщил, что ситуация в Стамбуле стабилизирована и контролируется властями.

#### 5 апреля
Лидер НРП Озгюр Озель предъявил обвинение в адрес президента Эрдогана за отдаление Анкары от Брюсселя: 

Политика Эрдогана отдаляет Турцию от Европы, от демократической лиги.

#### 6 апреля
Оппозиция Турции начинает сбор подписей за досрочные выборы президента.

#### 8 апреля
Генеральная прокуратура Турции требует тюремного срока до трёх лет около 140 участникам протестов.

#### 11 апреля
В Стамбуле прошли митинги против ареста Имамоглу. Основную часть митингующих составляют студенты.

#### 14 апреля
Суд Стамбула отклонил апелляцию Имамоглу о досрочном освобождении.

## Реакции
Йылмаз Тунч поддержал политику Эрдогана и не признает то, что Имамоглу задержали по причине устранения политических конкурентов Эрдогана.
Дарио Нарделла поддержал Имамоглу.
Озгюр Озель заявил, что даже если его задержали, у него это не отнимает возможность быть кандидатом на выборах 2028 года.
Дилек Имамоглу, супруга мэра, заявила, что это удар по нации и целенаправленной политической операции на устранение будущего президента Турции.
Бывший президент Турции и соратник Эрдогана Абдулла Гюль выразил поддержку Имамоглу, напомнив, что подобное несправедливое отношение было и к нему с Эрдоганом в частности, и тем не менее призвал оппозицию не совершать резких действий, направленных на дестабилизацию ситуации в Турции.